# Le Géant de la steppe
Pour plus de détails, voir Fiche technique et Distribution.
Le Géant de la steppe, (en russe : Илья Муромец (Ilya Mouromets)), est un film soviétique réalisé par Alexandre Ptouchko, sorti en 1956.

## Synopsis
Avant de disparaître, Sviatogor remet son épée à des pèlerins pour que ceux-ci la donnent au preux qui prendra la relève. Ils arrivent à Karatchrovo, un village près de Mourom, qui vient d'être saccagé par une bande de Tougars (Tatars). Ces «prédateurs» ont aussi attaqué et pillé le convoi dirigé par le boyard Michatouchka qui, pour ne pas être assassiné, a promis d'avertir Mourza Sartak, le chef de la bande, en lui envoyant un châle et un message placé dans un tonneau qu'il récupérera en aval du Dniepr le jour du dieu Péroun. Ce message indiquera le moment opportun pour s'emparer de Kiev. Ilya Mouromets qui n'a pas pu participer à la résistance ni empêcher l'enlèvement de Vassilissa car il ne peut utiliser ses jambes, reçoit les vagabonds dans son isba. Ils lui font boire une potion magique qui le guérit de son infirmité et lui remettent l'épée de Sviatogor. Métamorphosé grâce au breuvage et en possession de l'épée miraculeuse, Ilya de Mourom, Ilya Mouromets, part combattre la Horde d'or et délivrer Vassilissa dont il est amoureux. Il abandonne les travaux des champs, son père Ivan Timofeevitch, sa mère et part avec le poulain que lui offre Mikoula Selianovitch. Grâce aux conseils du généreux voisin, Ilya Ivanovitch voit sa monture devenir, en trois jours, un magnifique cheval digne de sa mission.

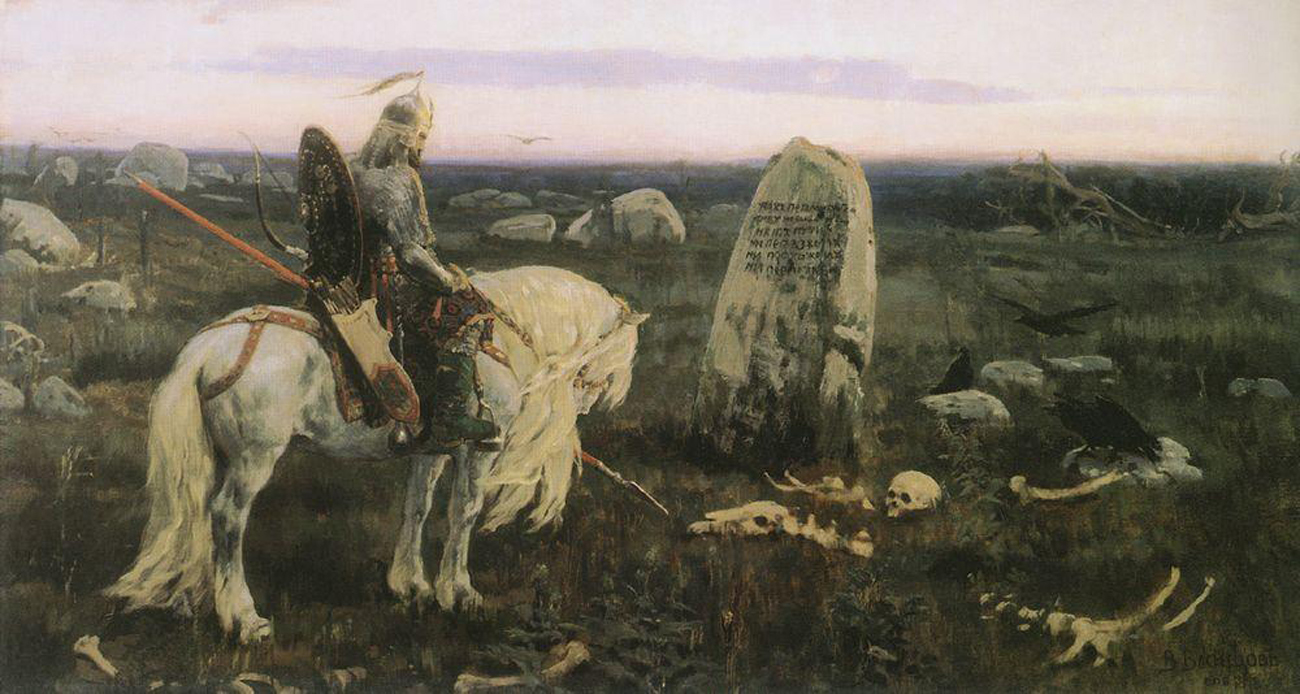
Le Chevalier à la Croisée des Chemins (1878)

Traversant l'immense et magnifique terre russe, il arrive devant une «stèle» où il choisit, parmi trois options, le chemin qui lui promet la mort car il se trouve trop jeune pour se marier et n'est pas tenté par les richesses. Sur son long chemin il affronte le Rossignol-Brigand qui en sifflant déclenche la tempête. En jetant une énorme pierre, il parvient à briser la branche sur laquelle le gnome est perché; la créature tombe à terre et Ilya la capture.
À Kiev, Vladimir le Soleil rouge, après avoir réglé un différend entre un boyard et Jugeote, un moujik, célèbre par un grand festin le retour du preux Dobrynia Nikititch qui a scellé la paix avec Byzance. Ilya, (Elie) arrive au milieu des réjouissances et doit démentir les mensonges du boyard Michatouchka qui affirme avoir jeté le Rossignol-Brigand dans la cassoule et supporter la morgue d'Aliocha Popovitch qui était venu aussi pour retrouver sa chère Alienouchka. Mais Ilya ne se laisse pas intimider et prouve que c'est bien lui qui a capturé le gnome en le montrant d'abord, puis en lui demandant de siffler ce qui provoque un courant d'air tel que les salles où s'est déroulé le festin sont nettoyées en un instant. Comme la princesse Apraxia n'aime pas ce genre de plaisanterie, le héros met fin à la démonstration et le mauvais génie est amené dans un endroit d'où il ne reparaîtra plus.
Une deuxième occasion est fournie au preux de montrer son courage, sa force, sa détermination lorsque l'émissaire du Khan Kaline, Kaline-Tsar, arrive à Kiev en grande pompe pour percevoir le tribut des douze années à venir. Ilya le contre puis le défie. Excédé l'émissaire lui lance son épée qui réussit à décapiter une statue. En retour Ilya le tue en lui envoyant la sienne en pleine poitrine. Cela provoque la débandade de tous les gens de la suite de ce hideux personnage et l'enthousiasme de la foule. Éblouï par ses capacités surnaturelles, le prince Vladimir, tout comme la princesse Apraxia et les kieviens, voit immédiatement le profit qu'il peut en tirer. Il lui offre sa bague, une armure de chevalier et une cape. Ainsi adoubé, on lui confie la responsabilité de défendre la frontière à Starodoubets. Sur son chemin, il tombe sur le bivouac de trois Tougars qui ramènent Vassilissa au Khan Kaline. Il fait fuir les trois sbires, la délivre et lui prouve une fois de plus combien elle lui est chère et réciproquement.
La jeune femme, pendant qu'Ilya est parti défendre la mère patrie, tisse une nappe brodée de fils d'or et de soie pour son «plus cher invité». Lorsqu'il revient tous deux décident d'avoir un enfant qu'ils nommeront Fauconneau si c'est un garçon. Mais il faut repartir pour défendre la terre russe et le futur papa confie à la future maman la bague que lui a donné Vladimir pour qu'elle la donne, comme talisman, à leur enfant.
Alors que Vassilissa se trouve dans une barque sur le Dniepr, un détachement de Tougars attaque le bateau et capture Vassilissa. Matveï Sbrodovitch qui est parvenu à s'échapper rejoint la cour et rend compte de l'évènement au prince. Celui-ci, se rendant compte que Mouromets n'a pas empêché cela se sent trahi et donne la consigne d'interdire au chevalier l'accès au palais. Lorsqu'il revient, le preux ne comprend pas l'attitude de Vladimir et il s'ensuit un échange d'autant plus orageux que Félourse met de l'huile sur le feu. Si Ilya Mouromets est capable d'exploits, en revanche il ne maitrise pas autant son humeur et Vladimir outré l'envoie au cachot malgré les prières de son épouse et du chevalier Aliocha.
Le jour du dieu Péroun étant arrivé, Félourse monte sur un promontoire qui domine le fleuve et jette à l'eau un tonneau avec la clef du cachot où est enfermé Ilya, le châle et le message. Jugeote, qui pêchait, récupère le tonnelet, en ôte la clef et le châle qu'il remplace par les chausses du boyard qui s'en était défait pour se délivrer d'un piège.
Au camp Tougar on se réjouit du sort d'Ilya et lorsqu'on reçoit de Félourse ce que l'on croit être le signal de la reddition de Kiev, des chausses, le grand Khan est d'abord étonné puis enthousiaste. il décide alors d'attaquer. Fauconneau qui ignore qu'il est le fils d'Ilya car il a été soustrait tout jeune à sa mère, est devenu à vingt ans un guerrier plein de fougue et se trouve en première ligne. Il a reçu la coiffe de première lance après avoir vaincu Téléboug qui avait auparavant ce titre. Maintenant ce dernier exerce la surveillance des cavernes où sont enfermés les prisonniers dont Vassilissa.
L'immense armée des quarante tsars à la tête de quarante mille hommes chacun arrive devant Kiev. Tout d'abord, Kaline exige une rançon de sept-cents chars d'or. Vladimir voulant gagner du temps, un émissaire a l'initiative de percer les sacs remplis d'or, d'argent et de pierres précieuses ce qui permet aux Kieviens de gagner une journée pendant que les Tougars, à quatre pattes, cherchent les pièces dans l'herbe de la steppe. Le péril est énorme pour les assiégés. Vladimir se voit contraint de recourir au fils de Mourom qui au fond de son cachot n'est pas mort de faim comme le prétend Michatoutchka, lui qui devait lui fournir double ration de nourriture chaque jour. Félourse est confondu car Ilya est bien vivant : la nappe magique que lui avait tissée Vassilissa ne se contentait pas de recouvrir la planche mais disposait le couvert, garnissait les assiettes et remplissait les verres. Vladimir condamne donc le traître à une Mort par ébouillantage.
La nouvelle de la libération d'Ilya se répand et redonne espoir et courage à tous les chevaliers qui prennent comme mots de ralliement «Notre place est là où est le preux». Ilya arrive au camp tatar pour épargner à l'émissaire la mort par empalement. Il entend le chef tougar lui proposer de servir à sa cour mais refuse en traitant le Khan Kaline de «chien de mécréant» ce qui provoque la fureur du chef tougar qui veut le faire brûler vif. Il s'échappe avec son cheval. La tournure des événements sape le moral des quarante tsars à la tête de quarante mille hommes chacun et ils ne veulent plus marcher sur Kiev. 

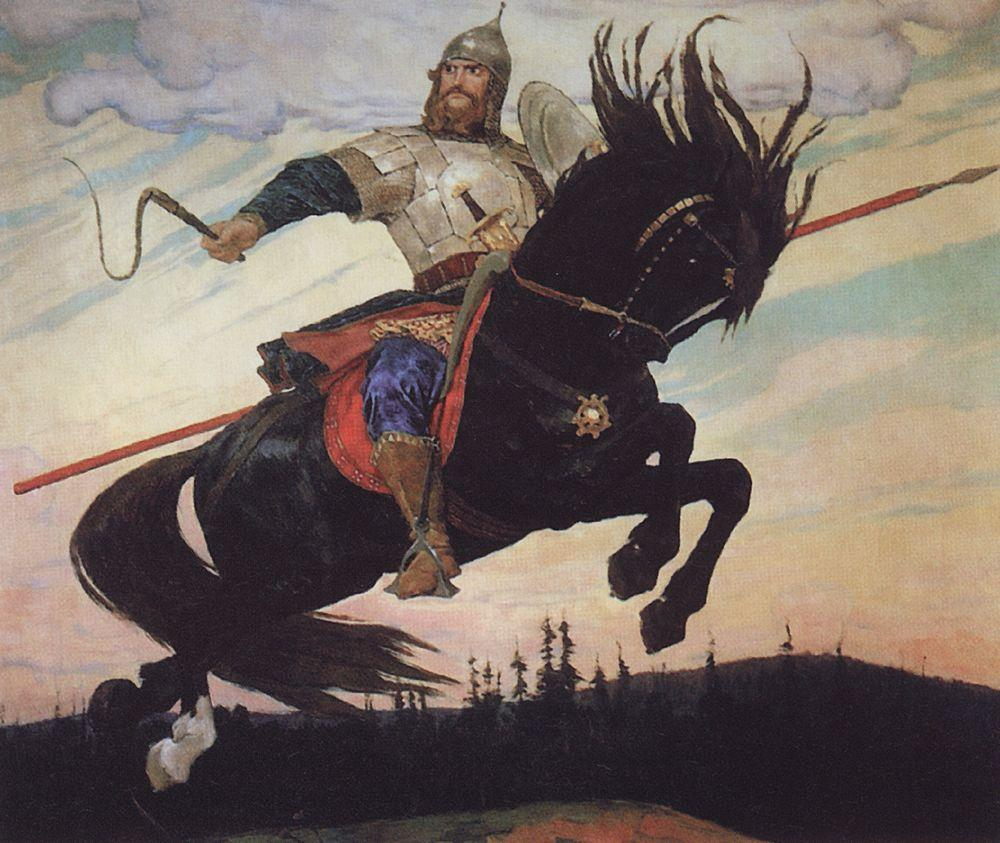
Vastnetsov 1914

 Kaline demande donc à Fauconneau d'affronter Ilya en combat singulier. Au cours d'une lutte acharnée, alors que le jeune guerrier est tombé à terre et immobilisé Mouromets découvre que c'est son fils qu'il va tuer car il porte la bague que Vladimir lui avait remise. Il lui explique pourquoi il ne va pas l'achever et pourquoi c'est son père qu'il a devant lui. Ces révélations provoquent la volte-face du jeune guerrier qui sur les conseils d'Ilya part délivrer sa mère qu'il reconnaîtra grâce à deux signes distinctifs. 

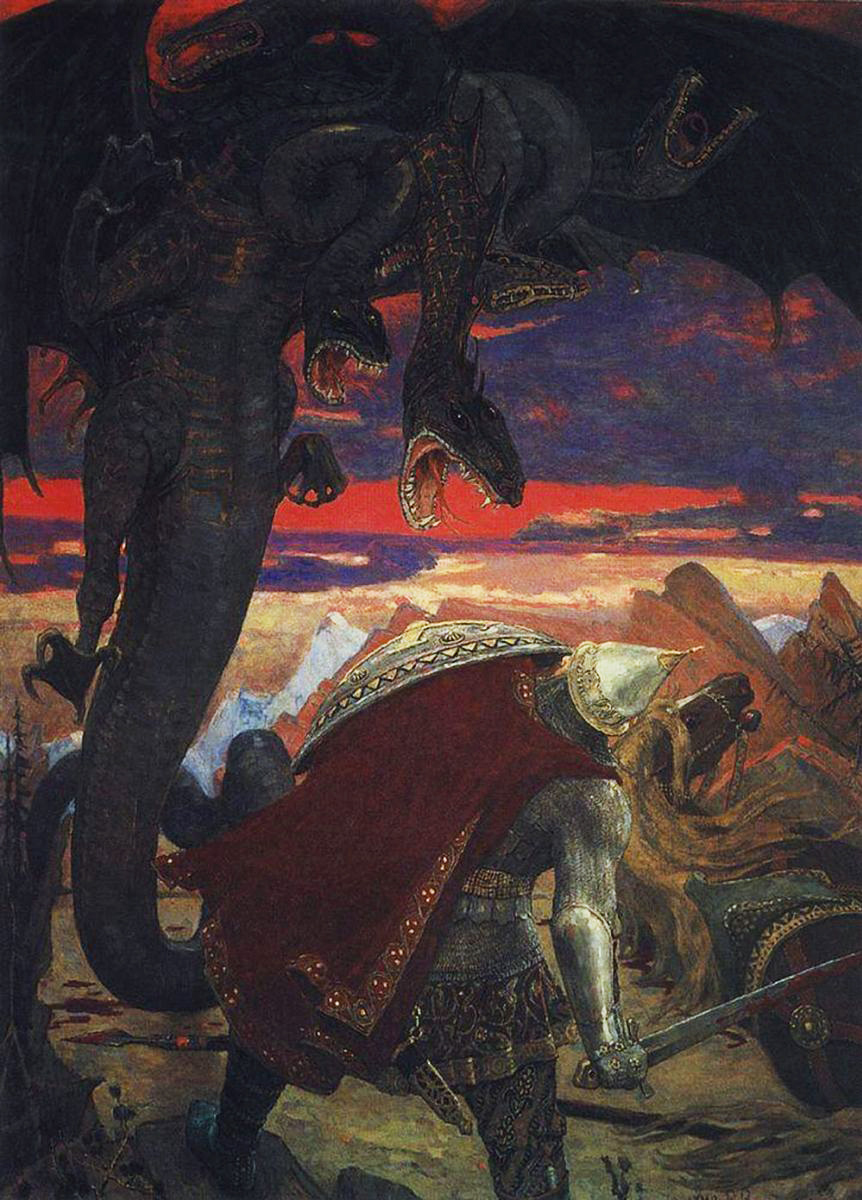
Combat de Dobrynya Nikitich avec le serpent à sept têtes Gorynych

.Lorsque Kaline apprend que son champion a été vaincu, il demande au chaman Sartak d'envoyer le dragon de feu tricéphale Zmey Gorynych pour transformer le champ de bataille en enfer. Le monstre touché à une aile par une lance envoyée par une arbalète géante se retrouve à terre face aux chevaliers qui essaient de le décapiter. Ils sont bientôt rejoints par Fauconneau qui ayant délivré sa mère vient combattre à leurs côtés. Des soldats les arrosant copieusement ils arrivent à tenir face aux jets incandescents qui sortent des gueules de la créature infernale. Enfin ils arrivent à le décapiter ce qui signifie la fin des combats, la capture du Khan Kaline qui est emmené au palais, dans un sac, pour être jugé.
Tout est bien qui finit bien et c'est par un banquet mémorable qui réunit tous les héros de cette histoire que l'on fête la victoire.

## Fiche technique
- Titre original : Илья Муромец
- Titre français : Le Géant de la steppe
- Réalisation : Alexandre Ptouchko
- Scénario : Mikhaïl Kochnev
- Décors : Evgueni Koumankov
- Costumes : Olga Krouchinina
- Maquillage : I. Chechenina
- Photographie : Fiodor Provorov, Youli Koun
- Caméra : Guennadi Tsekavy
- Effets spéciaux : Evgueni Svidetelev
- Effets visuels : Nikolaï Renkov (ru) et Boris Travkine (ru)
- Son : Maria Bliakhina, Vladimir Bogdankevitch
- Montage : M. Kouzmina
- Musique : Igor Morozov pour la composition et Semion Sakharov (ru) pour la direction d'orchestre
- Second réalisateur : Damir Viatitch-Berejnykh (ru)
- Producteur exécutif : Gleb Kouznetsov
- Société de production : Mosfilm
- Société de distribution : R.U.S.C.I.C.O
- Pays d'origine : République socialiste fédérative soviétique de Russie
- Langue originale : russe
- Format : couleur (Sovcolor) - 35 mm - 2,35:1 (Sovscope) - 4 pistes stéréo (35 mm impression magnétique), mono (35 mm impression optique)
- Durée : de 80 à 99 minutes selon les pays.
- Dates de sortie :
  -  Union soviétique : 16 septembre 1956

## Distribution
Pour la version distribuée en France par R.U.S.C.I.C.O, dans les sous-titres, certains noms de personnages ont été traduits et simplifiés peut être pour gagner de la place et en faciliter la lecture. Ces noms sont écrits entre parenthèses.
- Andreï Abrikossov (VF : Jean Violette) : Le prince Vladimir
- An-Son-Hi : la danseuse tougarienne
- Boris Andreïev (VF : André Valmy) : Ilya Mouromets
- Iya Arepina : Alienushka (Alionouchka en VF)
- Choukour Bourkhanov (VF : Serge Nadaud) : Le khan Kaline
- Alexandre Chvorine : Sokolnitchek, fils d'Ilya et de Vassilissa, à 20 ans (Fauconneau)
- Aleksandra Danilova (actrice) (ru) : la mère de Vassilissa
- Gueorgui Demine : le preux Dobrynia Nikititch
- Sadybek Djamanov (VF : Raymond Loyer) : Mourza Sartak, le chef de la bande Tougar qui envahit Mourom
- Nikolaï Gladkov : Plentchichtché (Plenkovitch)
- Stepan Kaïoukov : Tchourila
- Sergueï Martinson (VF : Pierre Michau) : le boyard Michatoutchka (Félourse)
- Natalia Medvedeva (VF : Denise Bosc) : La princesse Apraxia
- Ninelle Mychkova (VF : Jeanine Freson) : Vassilissa
- Tamara Nossova : Bermetovna
- Mikhaïl Pougovkine (VF : Claude Bertrand) : Razoumei (Jugeote)
- Ivan Ryjov
- Mouratbek Ryskoulov : Nevrui
- Leo Sobov : un marchand
- Vladimir Soloviov (ru) : Kassiane
- Sergueï Stoliarov (VF : Roger Rudel) : le preux Aliocha Popovitch
- Vsevolod Tiagouchev (VF : Jean-Henri Chambois) : Matvéi Sbrodovitch
- Sergueï Troitsky : un boyard
- Chamchi Toumenbaiev : le chaman Azviak

## Récompenses
- 1958 : Diplôme d'honneur au Festival international du film d'Édimbourg

## Divers
- Beaucoup de renseignements ont été pris sur le DVD et son boîtier. L'orthographe des noms propres est en presque totalité recopiée à partir des sous-titres en français.
- C'est le premier film soviétique tourné en cinémascope avec un son stéréophonique sur quatre pistes.
- Pour ce film, Mosfilm, a innové en utilisant un système original d'écran large anamorphique 2X, appelé Sovscope.

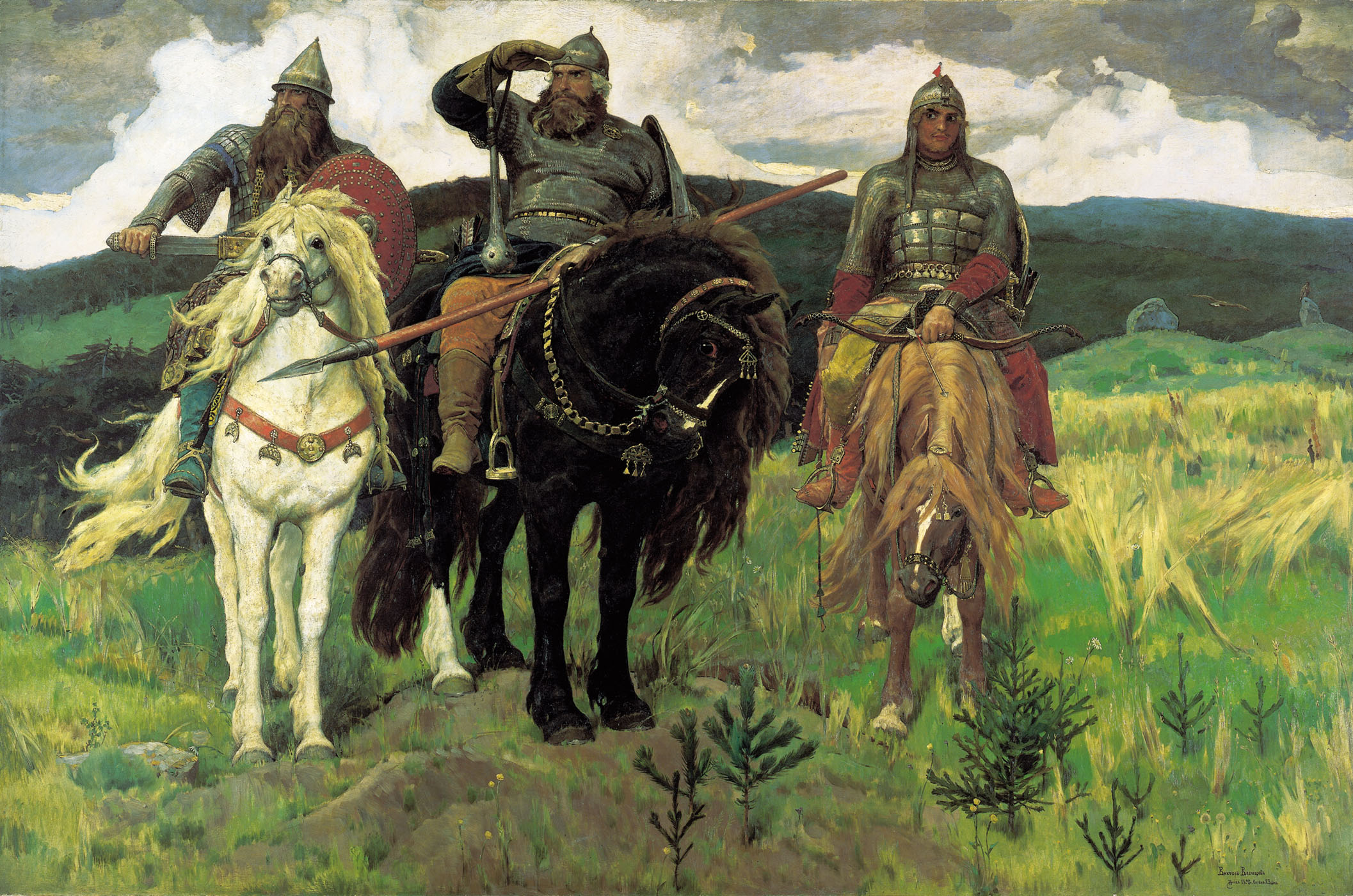
Les Trois Bogatyrs

- Les costumes des preux reproduisent fidèlement ceux que l'on peut voir sur le tableau de Victor Vasnetsov Les Trois Bogatyrs peint en 1898. Ilya Mouromets se trouve au centre, Aliocha Popovitch à sa gauche et Dobrynia Nikititch à sa droite.
- Vers la 34e minute une séquence reprend une scène du film Blanche-Neige et les Sept Nains (1937)  de Walt Disney avec Vassilissa qui chante entourée d'oiseaux et de petits animaux qui, là, sont des marionnettes.
- Selon Mosfilm on a utilisé 106000 soldats pour la figuration et 11000 chevaux. Cette indication figure dans The New Guinness Book of Movie Records de Patrick Robertson, publié en 1993.
- Le film a été restauré en 2001 par les soins du Consortium cinématographique Mosfilm et R.U.S.C.I.C.O distribue le DVD depuis 2004. Une vieille version en français fournie par Sovexportfilm est «regardable» sur internet.
- Le film est sorti en France en blu-ray en mars 2022[1].